# Millotauropus temporalis
Millotauropus temporalis är en mångfotingart som först beskrevs av Hüther. 1968.  Millotauropus temporalis ingår i släktet Millotauropus, och familjen Millotauropodidae. Inga underarter finns listade i Catalogue of Life.